# Chatoyance-effect

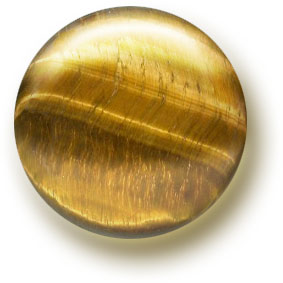
Het optisch verschijnsel chatoyance in een tijgeroog

Het chatoyance-effect of kattenoog-effect is een vorm van een optisch verschijnsel ontstaan door reflectie, die optreedt bij sommige materialen. Dit verschijnsel is zichtbaar in sommige koolstofvezels, houtsoorten en mineralen, zoals de kattenoog, tijgeroog of chrysoberil.
Bij mineralen zorgt een speciale slijptechniek genaamd cabochon ervoor dat bepaalde mineralen op deze manier reflecteren. Het effect hangt daarnaast af van de vezelstructuur van het materiaal of eventuele insluitsels in het materiaal.
Een kleine verandering in de kijkhoek op zo'n oppervlak brengt een grote kleurverandering teweeg. Dit suggereert een grote diepte.

## Etymologie
De naam chatoyance komt van de Franse woorden chat (kat) en oeil (oog).